# Лейкфилд (город, Миннесота)
Лейкфилд (англ. Lakefield) — город в округе Джэксон, штат Миннесота, США. На площади 2,8 км² (2,8 км² — суша, водоёмов нет), согласно переписи 2002 года, проживают 1721 человек. Плотность населения составляет 622 чел./км².
- Телефонный код города — 507
- Почтовый индекс — 56150
- FIPS-код города — 27-34316[1]
- GNIS-идентификатор — 0646405[2]